# 백룡천
백룡천(白龍天, 1962년 - )는 조선민주주의인민공화국의 정치인이다. 중앙은행 총재 겸 조선로동당 중앙위원회 정치국 후보위원이다.

## 경력
1962년 백남순의 아들로 태어났다. 2002년 통일전선부 경제연구사를 거쳐 2004년 1월 내각사무국 부장을 지냈다. 2010년 9월, 조선로동당 중앙위원회 후보위원에 선임되었다. 2011년 3월부터 2014년 4월까지 조선민주주의인민공화국 중앙은행 총재로 재임하였다.

## 기타
2007년 12월 서울에서 열린 제1차 총리회담 및 경제협력공동위원회에 참석했다. 2002년과 2006년에도 대한민국에 온 적이 있다. 2011년 김정일, 2013년 김국태 사망 당시에 국가장의위원회 위원을 맡았다.